# آب‌انبار محله قلعه
آب‌انبار محله قلعه مربوط به دوره صفوی است و در شهرستان کوهبنان، بخش مرکزی، دهستان خرمدشت، روستای ده علی واقع شده و این اثر در تاریخ ۷ اسفند ۱۳۸۶ با شمارهٔ ثبت ۲۱۵۰۲ به‌عنوان یکی از آثار ملی ایران به ثبت رسیده است.